# Pontós (kommunhuvudort)
Pontós är en kommunhuvudort i Spanien.   Den ligger i provinsen Província de Girona och regionen Katalonien, i den östra delen av landet, 600 km öster om huvudstaden Madrid. Pontós ligger 91 meter över havet och antalet invånare är 209.
Terrängen runt Pontós är platt.Runt Pontós är det ganska glesbefolkat, med 35 invånare per kvadratkilometer. Närmaste större samhälle är Figueres, 9,6 km norr om Pontós. Trakten runt Pontós består till största delen av jordbruksmark.